# Grotte Eirós
La grotte Eirós est une grotte ornée et un site préhistorique situé dans la commune de Triacastela, dans la province de Lugo, en Galice (Espagne),. Elle est au pied de la Sierra del Oribio (es). La grotte, résultat de phénomènes karstiques sur roche calcaire, a livré des outils lithiques du Paléolithique moyen et du Paléolithique supérieur. 

## Historique
Le 20 aout 2012, la découverte de peintures et gravures pariétales qui pourraient remonter à 30 000 ans a été rendue publique, premier exemple d'art pariétal découvert en Galice.
Le site a été classé Bien d'intérêt culturel en 2019.

## Description
La préservation des matières organiques est due au pH basique des sols calcaires dans lesquels se trouve la grotte Eirós, ce qui n'est généralement pas le cas dans la majeure partie de la Galice, où prédominent les sols acides qui ne permettent pas la préservation des restes organiques.

## Paléontologie
La grotte d'Eirós a été fouillée au début des années 1990 à la recherche de fossiles d'ours des cavernes (Ursus spelaeus). Des restes de plus de 40 individus de cette espèce et d'autres mammifères tels que des cerfs et des chevaux ont été collectés. Les résultats des fouilles ont été publiés en 1993. Il en ressort que la grotte représente la limite d'expansion occidentale de l'espèce Ursus spelaeus.

## Stratigraphie
En 1993, une campagne débuta visant à fouiller l'entrée de la cavité, un lieu habituellement occupé au Paléolithique. Cinq niveaux stratigraphiques ont été mis en évidence, dont trois avec un grand potentiel archéologique. Les deux premiers niveaux ont livré une industrie lithique du Paléolithique supérieur, essentiellement réalisée à partir de quartz. Un sondage du niveau inférieur a livré des matériaux plus anciens, datant du Paléolithique moyen.

## Paléolithique moyen
Des archéologues affiliés à l'université de Saint-Jacques-de-Compostelle, à l'université de Cantabrie et de l'université Rovira i Virgili ont confirmé en 2008 la découverte d'outils lithiques moustériens, attribués à l'Homme de Néandertal. Les éclats ont été débités selon la méthode Levallois. Le quartz prédomine comme matériau de base.
Des outils en os ont également été trouvés. Aucun reste fossile humain n'a été trouvé, mais des restes de faune (cervidés, bovidés et ursidés) et de flore (pollen) associés ont été découverts. La datation initiale des découvertes a été calculée à environ 35 000 ans.

### Analyse
Les découvertes de la grotte Eirós ne sont pas les premières du Paléolithique moyen en Galice (il y en a dans le O Baixo Miño et dans la dépression de la ville d'Orense par exemple), bien qu'elles soient rares, mais cette grotte, en plus de fournir une industrie lithique intéressante (réalisée en grande partie sur du quartz, un matériau difficile à travailler), nous permet de connaître l'environnement qui entourait les Néandertaliens d'Oribio à cette époque. Cela facilite la comparaison avec d’autres sites contemporains, notamment dans le reste de la péninsule ibérique et surtout dans les régions proches.

## Art pariétal
Le 31 juillet 2012, la députation provinciale de Lugo a demandé à la Junte de Galice, un fait qui serait complété le 20 août après la découverte d'échantillons d'art pariétal, constitués de peintures noires et de gravures de zoomorphes incomplets et de signes, qui seraient datés du Gravettien ou du Solutréen.